# Kozubów (województwo wielkopolskie)
Kozubów – wieś w Polsce położona w województwie wielkopolskim, w powiecie tureckim, w gminie Brudzew.
Wieś Kozubów położona jest w południowo-wschodniej części gminy Brudzew, nad rzeką Wartą. Grunty Kozubowa bezpośrednio graniczą z gminą Przykona oraz gminą Uniejów.
Na rzece Warcie kursuje przeprawa promowa.
Ze względu na podmokły teren okolice zamieszkują m.in. bobry, mewy, czaple, bociany oraz łabędzie.
Przez miejscowość przebiega zielony szlak Ścieżek Dydaktycznych Bogdałów. Odbywają się tu także spływy kajakowe, zaś corocznie na promie organizowana jest Noc Świętojańska.
Miejscowość ma powierzchnię 475 ha. W 2005 roku zamieszkiwało ją 115 osób w 28 posesjach. Młodzież z Kozubowa uczęszcza do Szkoły Podstawowej w Sarbicach oraz gimnazjum w Przykonie. We wsi funkcjonuje Koło Gospodyń Wiejskich.
W latach 1975–1998 miejscowość administracyjnie należała do województwa konińskiego.